# Moritz Litten

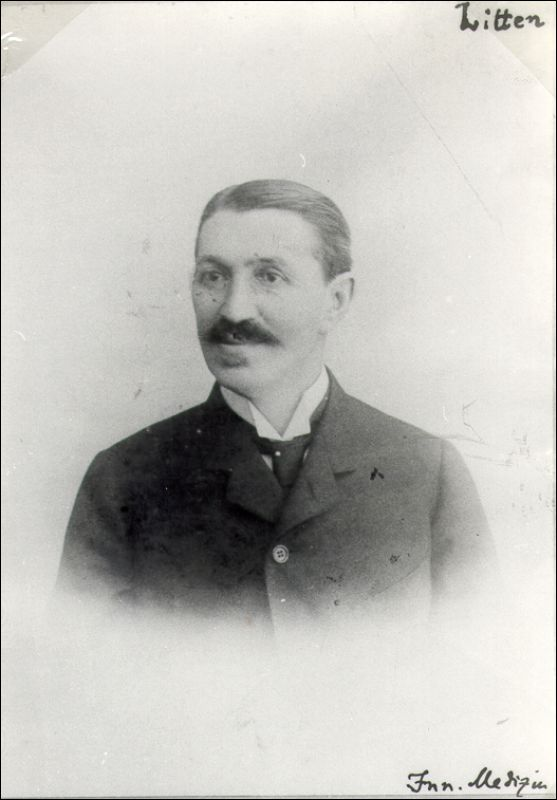
Moritz Litten

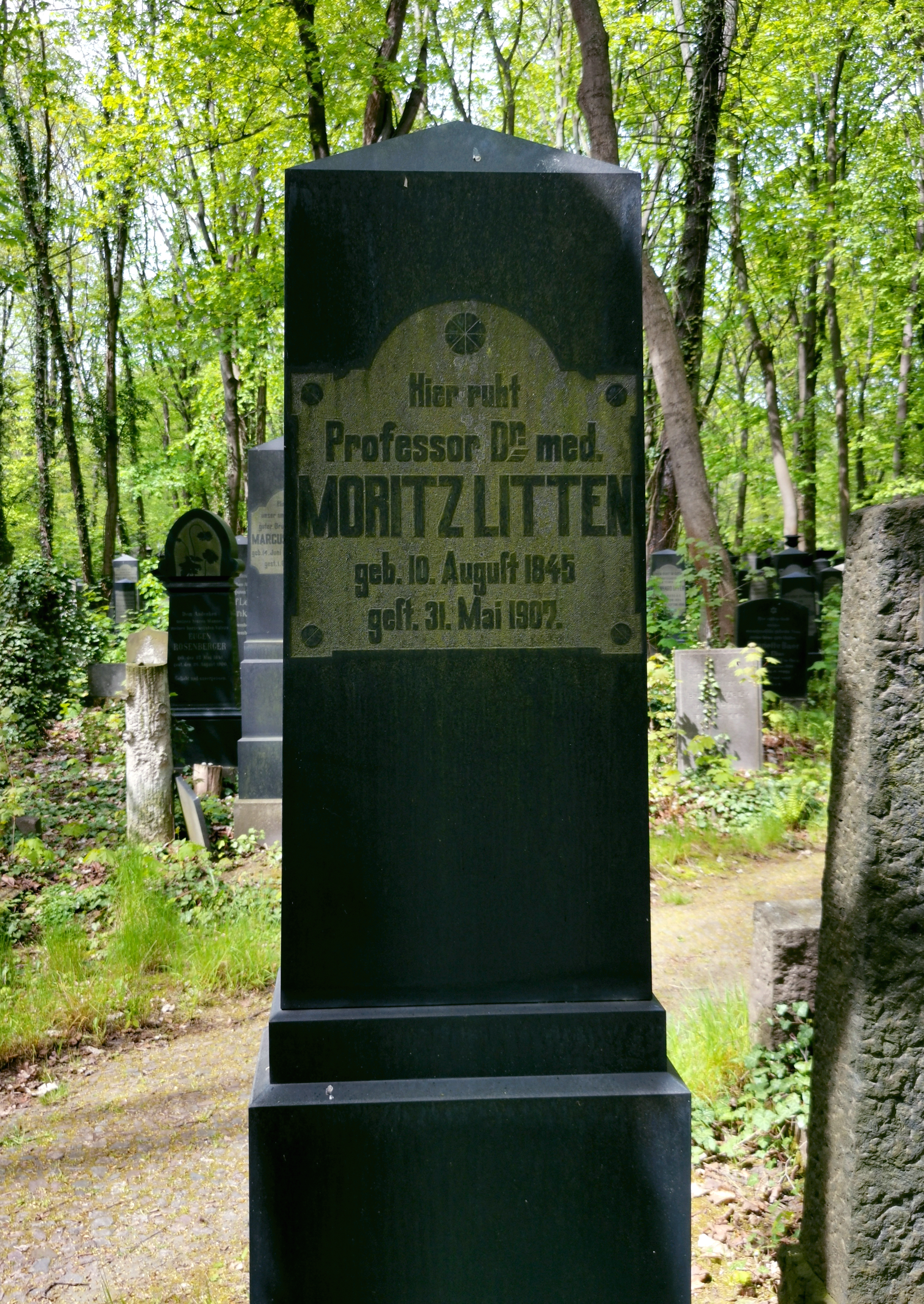
Grab auf dem Jüdischen Friedhof Berlin-Weißensee, Feld O 2

Moritz Litten (* 10. August 1845 in Elbing; † 31. Mai 1907) war ein deutscher Mediziner.
Litten studierte Medizin in Heidelberg, Marburg und Berlin und wurde 1868 promoviert. Nach Teilnahme am Krieg 1870/71 unternahm er eine zweijährige Studienreise nach Wien, Prag, Paris, London und Edinburgh. 1872 bis 1876 war er am Allerheiligen Hospital in Breslau tätig, teilweise als Assistent von Julius Friedrich Cohnheim. 1876 bis 1882 war er als Oberarzt bei Friedrich Theodor von Frerichs an der Charité. 1876 habilitierte er sich und wurde Privatdozent an der Universität Berlin. 1884 wurde er Titular-Professor.
Litten beschrieb 1881 das Terson-Syndrom, eine Glaskörper-Einblutung bei Subarachnoidalblutung. 
Er trug zu Albert Eulenburgs Real-Encyclopädie der gesammten Heilkunde bei.
Litten war der Schwiegersohn des Pathologen Ludwig Traube, dessen Tochter Fanny er heiratete. Seine Beisetzung erfolgte auf dem Jüdischen Friedhof Berlin-Weißensee.

## Schriften
- Die Krankheiten der Milz und die Haemorrhagischen Diathesen, 1898
- Über septische Erkrankungen, Zeitschrift für klinische Medizin 1880/81
- Die Scarlatina und ihre Complicationen
- Über die Vergiftungen mit Schwefelsäure
- Untersuchungen über den hämorrhagischen Infarct und über die Einwirkung arterieller Anämie auf das lebende Gewebe, Berlin: August Hirschwald 1879 (und Zeitschrift für klinische Medizin)